# Patrick Rothfuss
Patrick Rothfuss (Madison, 6 giugno 1973) è uno scrittore statunitense.
È l'autore della trilogia Le Cronache dell'Assassino del Re (The Kingkiller Chronicle).

## Biografia
Secondo il suo sito, Patrick Rothfuss è cresciuto leggendo una grande quantità di libri, anche a causa del cattivo tempo e dell'assenza della televisione. Iniziò a frequentare l'Università del Wisconsin nel 1991, prima studiando ingegneria chimica, per poi dedicarsi a psicologia clinica. Continuò in seguito a studiare ogni cosa catturasse il suo interesse, svolgendo strani lavori e nel frattempo continuando a scrivere una lunga storia intitolata The Song of Flame and Thunder (La canzone del fuoco e del tuono).
Dopo aver completato la storia, la propose a diversi editori, ma fu sempre rifiutato finché nel 2002 non vinse il concorso Writers of the Future con un estratto del romanzo. Dopo aver parlato con Kevin J. Anderson, riuscì a vendere il romanzo alla DAW Books. A causa della sua lunghezza, The Song of Flame and Thunder fu divisa in una saga di tre volumi, intitolata The Kingkiller Chronicle (Le Cronache dell'Assassino del Re).
Il primo volume della trilogia è stato pubblicato negli Stati Uniti nel marzo del 2007 col titolo The Name of the Wind (in italiano Il nome del vento, edito da Fanucci) ed ha vinto il Quill Award per il miglior libro fantasy/fantascientifico del 2007. Il secondo volume è stato pubblicato in Italia con il titolo La paura del saggio da Fanucci Editore nel 2011 (in inglese The Wise Man's Fear).
Il terzo volume che dovrebbe concludere la trilogia dovrebbe intitolarsi The Doors of Stone.

## Opere

### Le cronache dell'assassino di re
- Il nome del vento (Fanucci Editore, 2008 - ISBN 978-88-347-1365-5); Mondadori Editore, 2016
- La paura del saggio (Fanucci Editore, 2011 - ISBN 978-88-347-1779-0); Mondadori Editore, 2017

### Romanzi collegati
- Lo sguardo lento delle cose mute (Mondadori, 2019). ISBN 978-88-047-1980-9